# Ennis Esmer
Ennis Esmer (nacido en Ankara, Turquía) es un actor canadiense. Es conocido principalmente por su papel protagonista en las series de televisión The Listener y Blindspot.

## Filmografía
| Film | Film                           | Film              | Film     |
| Año  | Film                           | Rol               | Notas    |
| ---- | ------------------------------ | ----------------- | -------- |
| 2003 | How to Deal                    | Ronnie            |          |
| 2003 | The Cheetah Girls              | Comedian          | TV Movie |
| 2004 | Welcome to Moose port          | Airport Passenger |          |
| 2004 | Decoys                         | Gibby             |          |
| 2004 | All You Got                    | Paul              |          |
| 2006 | The Path to 9/11               | Mohammed Salameh  |          |
| 2007 | Young People Fucking           | Gord              |          |
| 2007 | Your Beautiful Cul de Sac Home | Phil Goodfellow   |          |
| 2007 | Snowglobe                      | Jamie DiBiasi     | TV Movie |
| 2008 | The Rocker                     | Luke              | TV Movie |
| 2008 | In God's Country               | Frank             | TV Movie |
| 2008 | For the Love of Grace          | Frank Lockwood    | TV Movie |
| 2009 | Unstable                       | Eric              | TV Movie |

### Televisión
| Año       | Serie              | Rol                               | Notas               |
| --------- | ------------------ | --------------------------------- | ------------------- |
| 2003      | Veritas: The Quest | Eguptian Guard                    | 1 Episodio          |
| 2003      | Queer as Folk      | Henry                             | 1 Episodio          |
| 2005      | Tilt               | College Kid                       | 1 Episodio          |
| 2005      | Kojak              | Stewart                           | 1 Episodio          |
| 2008      | Regénesis          | Dr. Daniel Peters                 | 1 Episodio          |
| 2008      | Flashpoint         | Frank                             | 1 Episodio          |
| 2006-2008 | Billable Hours     | Zoltan                            |                     |
| 2009      | The Listener       | Osman 'Oz' Bey                    |                     |
| 2011      | Wipeout Canada     | Himself                           |                     |
| 2015-2020 | Blindspot          | Gordon "Gord" Enver / Rich Dotcom |                     |
| 2021      | The Flash          | Psych                             | Episodio: «Fear Me» |